# Lijst van grootste metropolen van Zuid-Amerika
Deze tabel bevat de grootste metropolen in Zuid-Amerika.
Voor de grootste metropolen ter wereld kijk bij Lijst van grootste metropolen, zie ook: Lijst van grootste metropolen van Noord-Amerika.

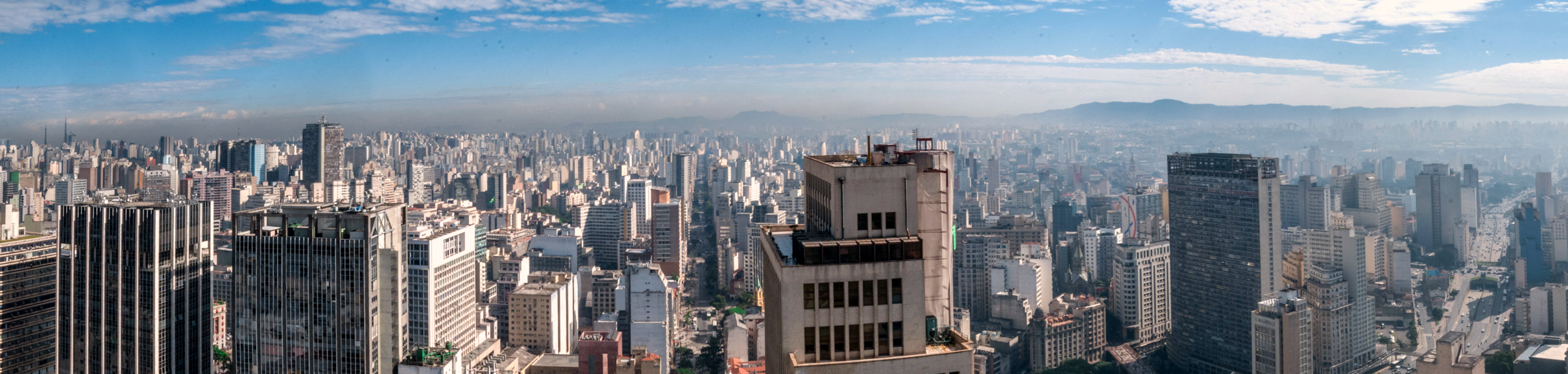
1. São Paulo

2. Groot-Buenos Aires

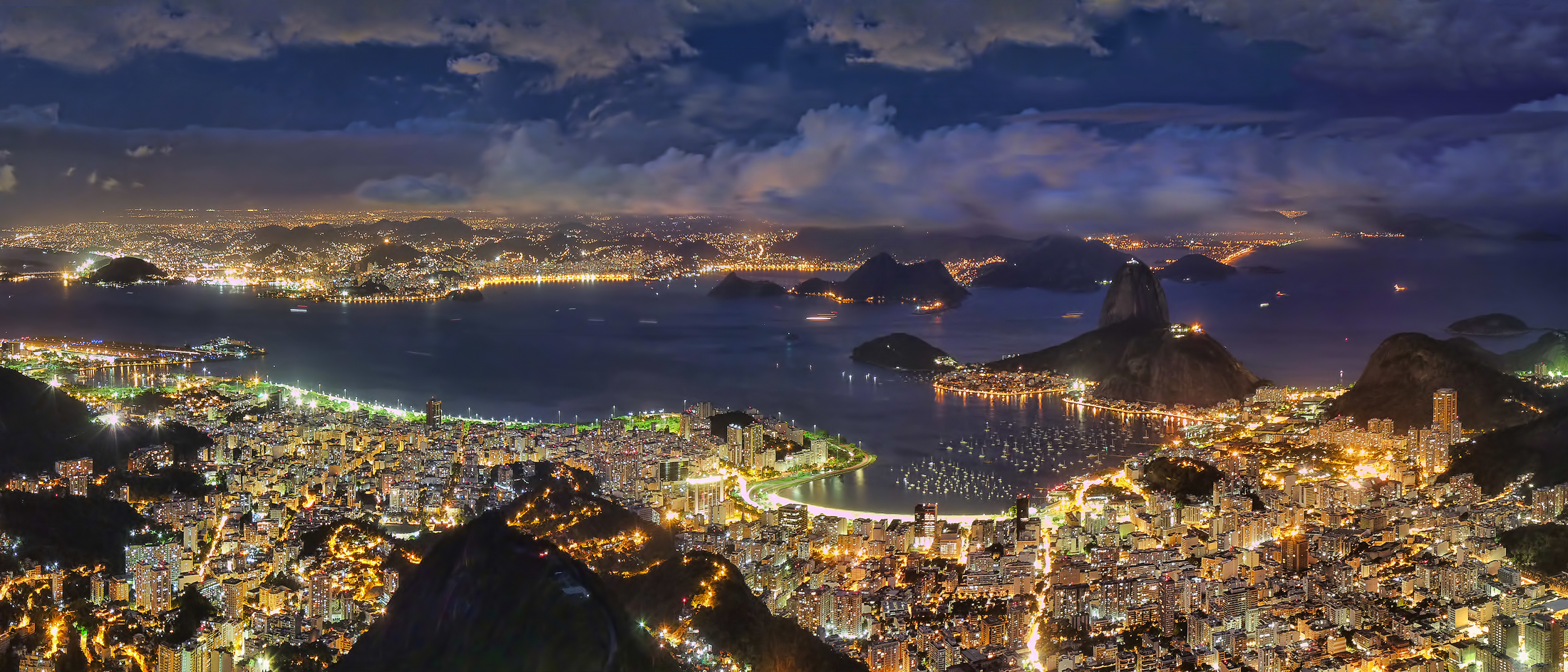
3. Rio de Janeiro

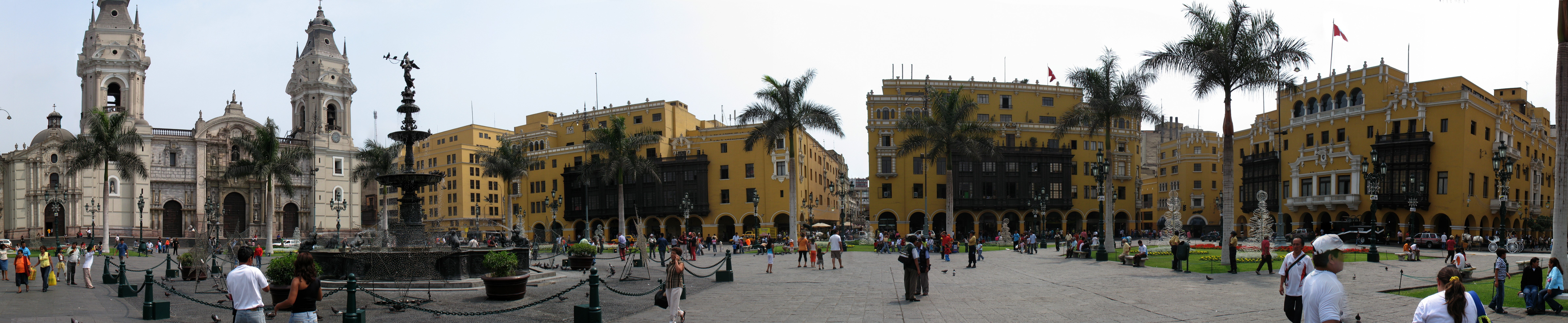
4. Lima

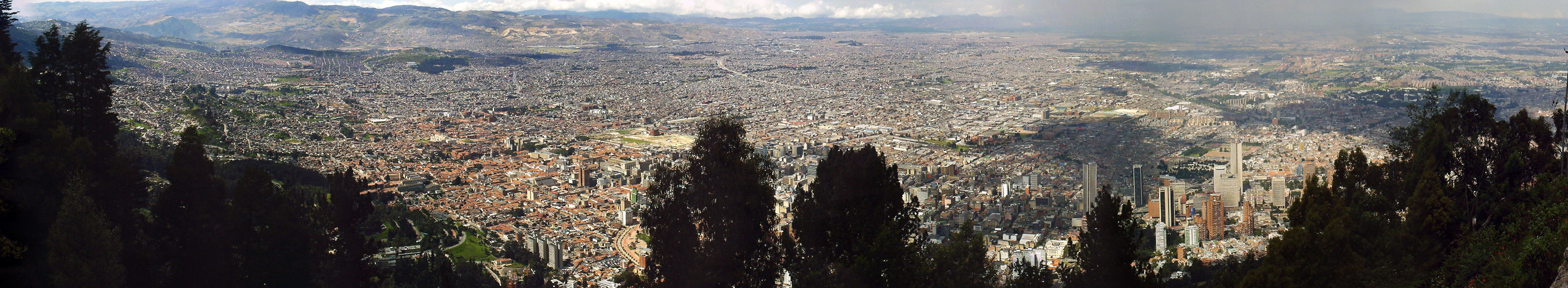
5. Bogota

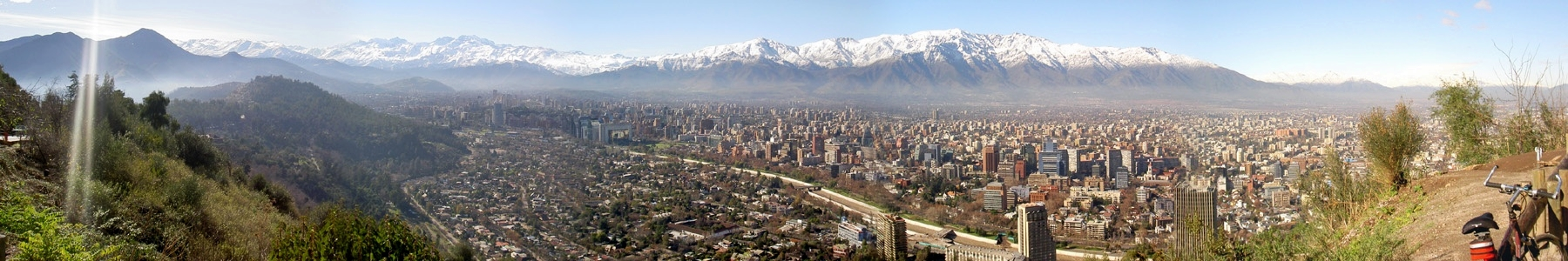
6. Santiago

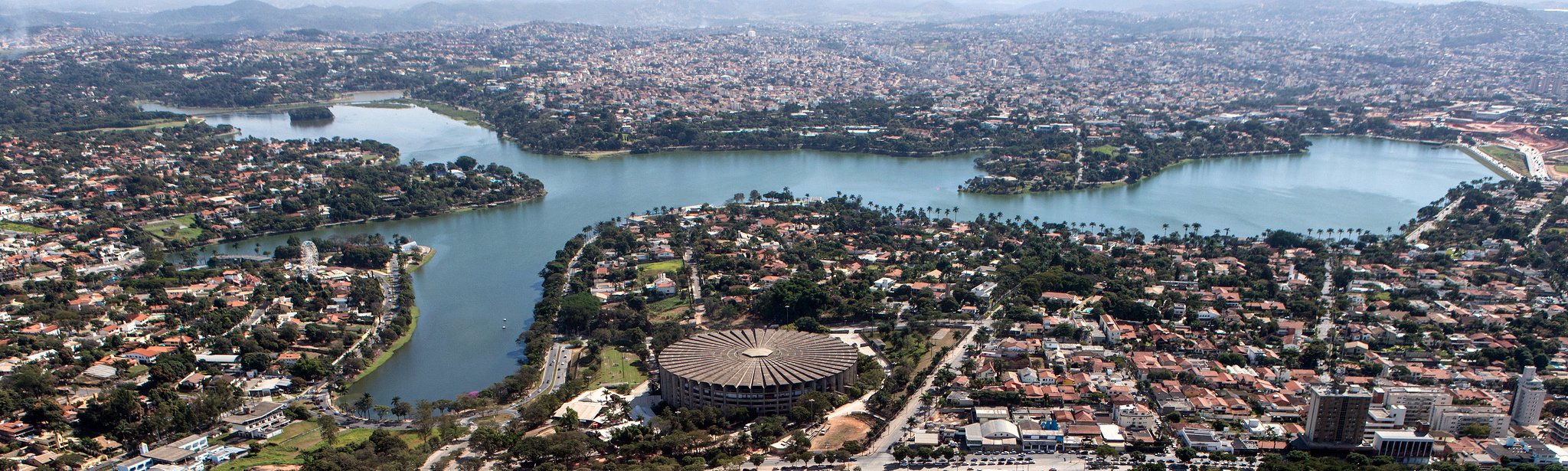
7. Belo Horizonte

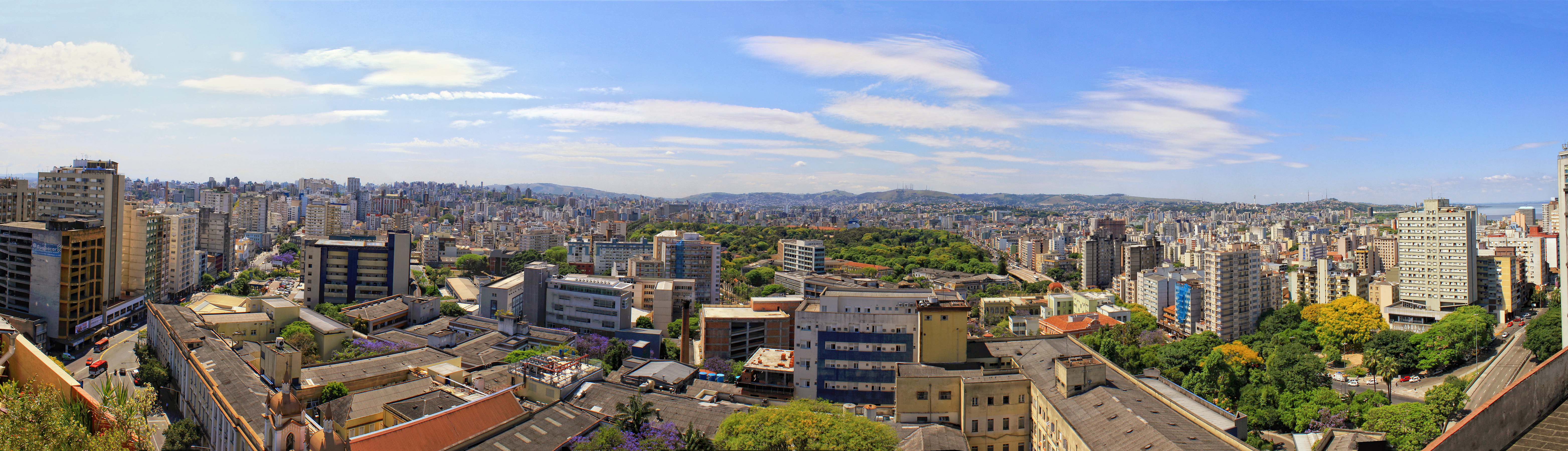
8. Porto Alegre

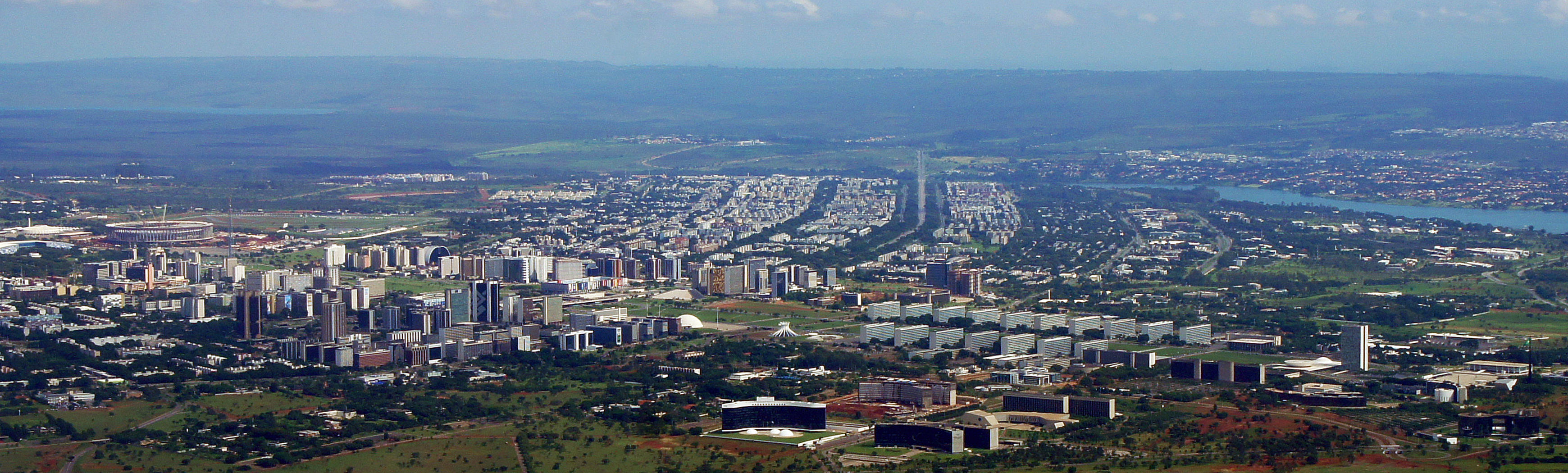
9. Brasilia

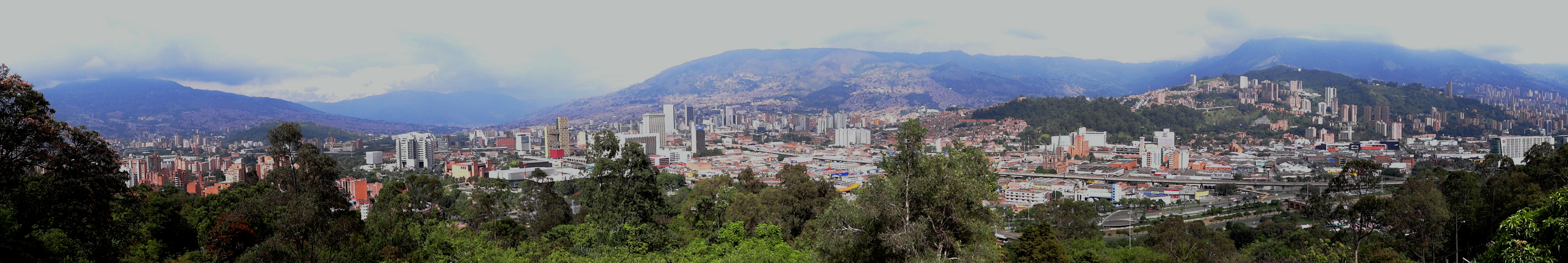
10. Medellín

| Rang | Metropool gebiedsnaam | Land       | Bevolking (geschat) |
| ---- | --------------------- | ---------- | ------------------- |
| 1    | São Paulo             | Brazilië   | 21.800.000          |
| 2    | Groot-Buenos Aires    | Argentinië | 15.800.000          |
| 3    | Rio de Janeiro        | Brazilië   | 12.700.000          |
| 4    | Lima                  | Peru       | 9.950.000           |
| 5    | Bogota                | Colombia   | 9.350.000           |
| 6    | Santiago              | Chili      | 7.050.000           |
| 7    | Belo Horizonte        | Brazilië   | 4.925.000           |
| 8    | Porto Alegre          | Brazilië   | 4.075.000           |
| 9    | Brasilia              | Brazilië   | 3.825.000           |
| 10   | Medellín              | Colombia   | 3.800.000           |
| 11   | Recife                | Brazilië   | 3.775.000           |
| 12   | Caracas               | Venezuela  | 3.700.000           |
| 13   | Salvador              | Brazilië   | 3.650.000           |
| 14   | Fortaleza             | Brazilië   | 3.570.000           |
| 15   | Curitiba              | Brazilië   | 3.275.000           |
| 16   | Campinas              | Brazilië   | 3.050.000           |
| 17   | Guayaquil             | Ecuador    | 3.000.000           |
| 18   | Cali                  | Colombia   | 2.925.000           |
| 19   | Quito                 | Ecuador    | 2.550.000           |
| 20   | Maracaibo             | Venezuela  | 2.475.000           |
| 21   | Goiânia               | Brazilië   | 2.250.000           |
| 22   | Asunción              | Paraguay   | 2.220.000           |
| 23   | Belém                 | Brazilië   | 2.150.000           |
| 24   | Manaus                | Brazilië   | 2.075.000           |
| 25   | Barranquilla          | Colombia   | 2.000.000           |
| 26   | Valencia              | Venezuela  | 1.930.000           |
| 27   | La Paz                | Bolivia    | 1.890.000           |
| 28   | Santa Cruz            | Bolivia    | 1.860.000           |
| 29   | Montevideo            | Uruguay    | 1.830.000           |
| 30   | Vitória               | Brazilië   | 1.790.000           |
| 31   | Santos                | Brazilië   | 1.690.000           |
| 32   | Córdoba               | Argentinië | 1.620.000           |
| 33   | São Luís              | Brazilië   | 1.410.000           |
| 34   | Maracay               | Venezuela  | 1.370.000           |
| 35   | Natal                 | Brazilië   | 1.370.000           |
| 36   | Rosario               | Argentinië | 1.340.000           |
| 37   | Barquisimeto          | Venezuela  | 1.250.000           |
| 38   | Cochabamba            | Bolivia    | 1.200.000           |
| 39   | Bucaramanga           | Colombia   | 1.130.000           |
| 40   | Joao Pessoa           | Brazilië   | 1.065.000           |
| 41   | Maceió                | Brazilië   | 1.110.000           |
| 42   | Cartagena             | Colombia   | 1.080.000           |
| 43   | Mendoza               | Argentinië | 1.050.000           |
| 44   | Teresina              | Brazilië   | 1.010.000           |
| 45   | Valparaiso            | Chili      | 1.000.000           |

## Bron
- World Gazetteer – Largest Agglomerations in the World
- INEI -- Lima Metropolitana region as defined in the 2007 census
- Metropolitan areas as defined by DANE in the 2005 census